# Demel Aladár
Demel Aladár, Demel Aladár Imre (Budapest, 1887. június 5. – Budapest, 1963. február 2.) magyar ügyvéd, országgyűlési képviselő.

## Élete
Demel Károly és Stöckl (Stöckel) Irén fiaként született, vallása evangélikus. Középiskoláit a fővárosi I. kerületi főgimnáziumban végezte, majd a budapesti tudományegyetem jogi karán tanult tovább jogi és ott avatták a jogtudományok doktorává. Később, ugyancsak Budapesten megszerezte az ügyvédi oklevelet is. 1913. május 10-én Budapesten feleségül vette Kabáth Alexandrint.
1905 és 1917 között a Kisbirtokosok Országos Földhitelintézeténél dolgozott tisztviselőként, majd kinevezték a cége temesvári kirendeltségének vezetőjévé; e posztot 1921-ig töltötte be, s ugyanebben az időben a Temesvári Bank és Kereskedelmi Részvénytársaság ügyésze is volt. 1922-től 1929-ig a Nemzeti Hitelintézet Rt. igazgatója volt, ez időszak alatt – 1923-ban – egy három hónapos New York-i tanulmányúton is részt vett, ahol részben a hitelügyi kérdéseket, részben a magyar-amerikai pénzügyi kapcsolatok lehetőségeit tanulmányozta.
1929 januárjától pedig a Földbirtokrendezés Pénzügyi Lebonyolítására Alakult Szövetkezethez (LEBOSZ) került, előbb ügyvezető igazgatói, később vezérigazgatói beosztásba. 1931-ben Horthy Miklós kormányzó a pénzügyi és hitelszolgáltatási területen kifejtett kiváló tevékenysége elismeréseként a kincstári főtanácsosi címet adományozta a számára. 1936 nyarán az Országos Földhitelintézet vezérigazgató-helyettesévé nevezték ki, majd 1938 decemberében ugyanott a vezérigazgatói teendők ellátásával bízták meg.
Az országos közéletbe 1939-ben kapcsolódott be, amikor elindult az az évi országgyűlési választáson, a Magyar Élet Pártja jelöltjeként, a csengeri választókerületben, és meg is szerezte a képviselői mandátumot. Mint a mezőgazdasági hitelek, a földbirtokrendezés és a gazdaadósság-rendezés szakértője, e tárgykörökben számos cikke jelent meg, napilapokban és különböző közgazdasági folyóiratokban egyaránt